# Mount McKelvie
Mount McKelvie är ett berg i Kanada.   Det ligger i Strathcona Regional District och provinsen British Columbia, i den sydvästra delen av landet, 3 800 km väster om huvudstaden Ottawa. Toppen på Mount McKelvie är 1 621 meter över havet.
Terrängen runt Mount McKelvie är huvudsakligen bergig.Trakten runt Mount McKelvie är nära nog obefolkad, med mindre än två invånare per kvadratkilometer.. Närmaste större samhälle är Tahsis, 8,7 km sydväst om Mount McKelvie.
I omgivningarna runt Mount McKelvie växer i huvudsak barrskog.